# Назназ
Назназ (перс. نازناز‎) — село в Ірані, входить до складу дехестану Дул у Центральному бахші шахрестану Урмія провінції Західний Азербайджан.